# Bronė Didžiulytė
Bronė Didžiulytė, coniugata Paplėnienė e, successivamente, Miklienė (Riga, 16 aprile 1916 – St. Petersburg, 27 maggio 2009), è stata una cestista e pallavolista lituana.

## Carriera
Con la Lituania ha disputato i Campionati europei del 1938.